# روینزار
روینزار (به لاتین: Ruyanzar) یک منطقهٔ مسکونی در افغانستان است که در ولسوالی خواهان واقع شده‌است.